# Boulens
Boulens (toponimo francese) è un comune svizzero di 368 abitanti del Canton Vaud, nel distretto del Gros-de-Vaud.

## Monumenti e luoghi d'interesse

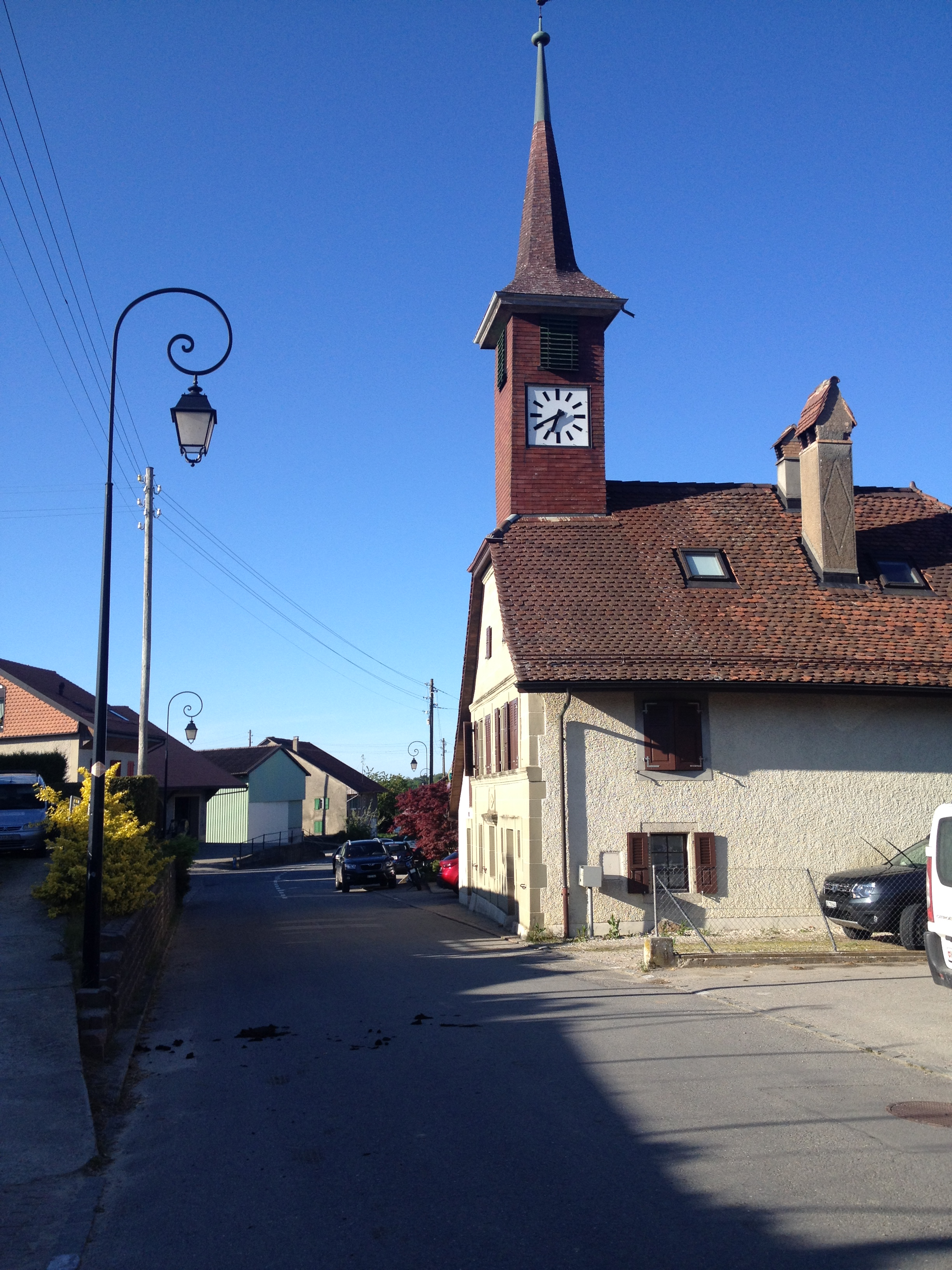
La cappella di San Nicola

- Cappella riformata di San Nicola, attestata dal XIV secolo e ricostruita nel 1744[2].

## Società

### Evoluzione demografica
L'evoluzione demografica è riportata nella seguente tabella:
Abitanti censiti

## Amministrazione
Ogni famiglia originaria del luogo fa parte del cosiddetto comune patriziale e ha la responsabilità della manutenzione di ogni bene ricadente all'interno dei confini del comune.